# Glitnir
För gudaboningen Glitnir, se Glitne
Glitnir var en isländsk bank, som nu är under avveckling.
Glitnir var under 2000-talet landets fjärde största bank. Glitnir var en betydelsefull aktör på Stockholmsbörsen och de andra nordiska börserna. Banken hade cirka 2 000 anställda och växte under 2000-talets första decennium kraftigt genom uppköp av olika banker och finanshus. I Sverige köptes 2006 aktiemäklaren Fischer Partners.
Banken nationaliserades till 75 procent (för 600 miljoner euro) den 29 september 2008 till följd av misskötsel och finanskrisen. Dess svenska verksamhet köptes 2008 av HQ AB. 
Banken är under avveckling. Bankens verkställande direktör fram till 2008 och dåvarande chefen för bankens avdelning för corporate financing dömdes till nio månaders fängelse under sviterna av bankens krasch.